# Ajit Singh (Diplomat)
Ajit Singh (* 25. September 1938 in Muar, Johor) ist ein ehemaliger malaysischer Diplomat, der von 1993 bis 1998 Generalsekretär der Association of Southeast Asian Nations (ASEAN) war. Er trägt den Ehrentitel Dato (Datuk).

## Biografie
Nach dem Schulbesuch studierte er Geschichte an der Universität Malaya und erwarb dort 1963 einen Bachelor of Arts (B.A. History).
Danach trat er im August 1963 in den Diplomatischen Dienst Malaysias und fand neben Tätigkeiten im Außenministerium in den ersten Jahren Verwendungen an den Auslandsvertretungen in Australien, Äthiopien sowie in New York City. 1980 wurde er zunächst Botschafter in Vietnam, ehe er von 1982 bis 1985 Botschafter in Österreich war. Im Anschluss war er zwischen 1985 und 1989 Botschafter in Brasilien und als solcher zugleich in Bolivien, Kolumbien, Peru und Venezuela akkreditiert.
Im Juli 1989 wurde er zum Generaldirektor für Malaysia in der Zentrale der ASEAN ernannt und nahm in dieser Position bis Juli 1992 maßgeblich an zahlreichen Treffen der Organisation teil. Im Anschluss war er von Juli bis November 1992 Botschafter in der Bundesrepublik Deutschland.
Aufgrund seiner langjährigen diplomatischen Erfahrungen vertrat er Malaysia auch bei mehreren internationalen Versammlungen wie bei der Generalversammlung der Vereinten Nationen, beim Sonderausschuss der Vereinten Nationen (UN) gegen Apartheid, beim Entwicklungsprogramm der Vereinten Nationen (UNDP), bei der Organisation der Vereinten Nationen für industrielle Entwicklung (UNIDO), bei der Internationalen Atomenergie-Organisation (IAEA) sowie bei der Suchtstoffkommission (UNCND). Daneben war er Delegationsleiter Malaysia bei zahlreichen Treffen der Bewegung der Blockfreien Staaten, des Commonwealth of Nations sowie der APEC.
Nach seiner Wahl durch die Staats- und Regierungschefs der ASEAN-Staaten war er vom 1. Januar 1993 bis zum 31. Dezember 1997 Generalsekretär der ASEAN als Nachfolger von Rusli Noor. In dieser Funktion war er für die zahlreichen Aktivitäten der Organisation zuständig, die insbesondere eine Intensivierung der Kooperation der Mitgliedstaaten vorsah.  Nachfolger als ASEAN-Generalsekretär wurde Rodolfo C. Severino, gegen den er bei der Kandidatur für eine weitere fünfjährige Amtszeit unterlag.